# López de Micay
López de Micay – miasto w Kolumbii, w departamencie Cauca.